# Roberta Sá
Roberta Varela de Sá (Natal, Rio Grande do Norte, 19 de desembre de 1980) és una cantant brasilera d'MPB i samba. El 2007, va ser nominada al Grammy Llatí en la categoria d'"Artista Revelació", juntament amb el sambista Diogo Nogueira i el 2017, el seu àlbum Delírio no Circo va ser nominat novament però en la categoria "Millor Àlbum de Samba/Pagode".
El 28 de febrer de 2011, l'aerolínia TAP Portugal va llançar el seu comercial "TAP amb els braços oberts", presentant el seu eslògan nou. Els cantants Sá, Mariza, i Paulo Flores van protagonitzar un vídeo de la cançó de l'anunci corresponent.
Va interpretar dues cançons en la banda sonora original del film Zuzu Angel, el biopic sobre l'activista política brasilero-estatunidenca Zuzu Angel.

## Discografia
| En estudi - 2004: Sambas e Bossas - 2005: Braseiro - 2007: Que Belo Estranho Dia Para se Ter Alegria - 2009: Pra se Ter Alegria - 2010: Quando o Canto é Reza - 2012: Segunda Pele - 2015: Delírio - 2019: Giro | En directe - 2009: Pra Se Ter Alegria - 2016: Delírio no Circo |